# Rudolf Oeschey

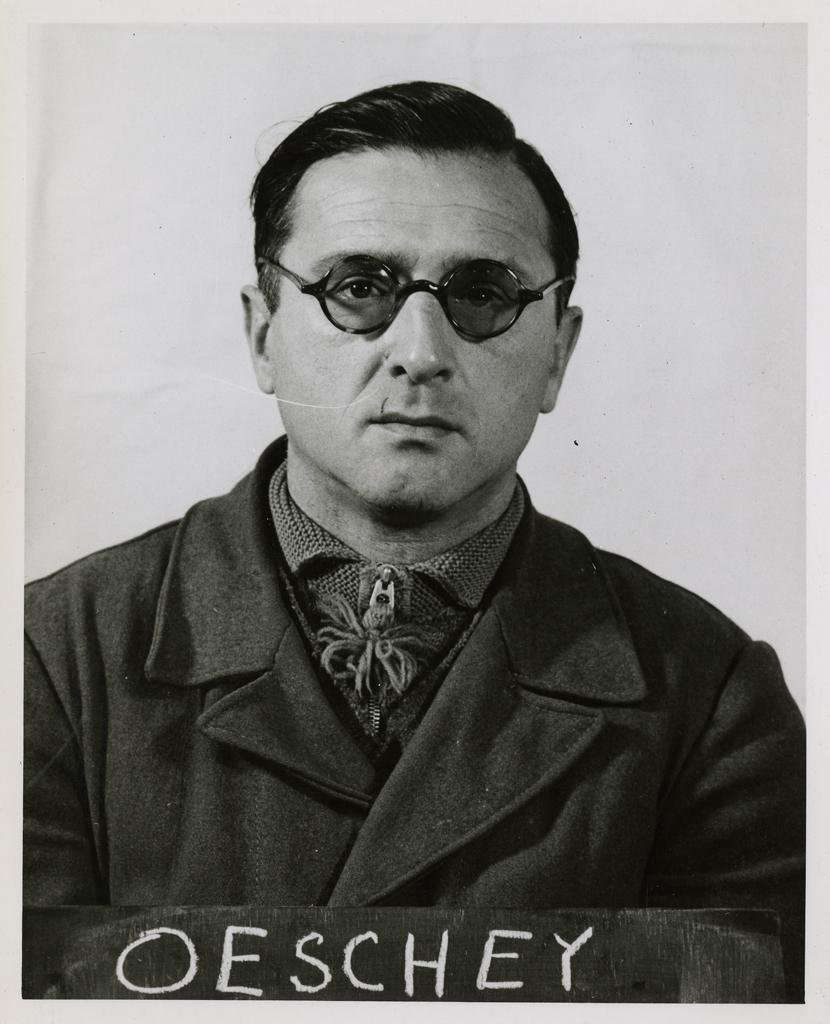
Rudolf Oeschey während der Nürnberger Prozesse

Rudolf Oeschey (* 29. Mai 1903 in Schwabmünchen; † 12. September 1980 in Neuss) war ein deutscher Jurist und Nationalsozialist.
Oeschey studierte Rechtswissenschaften und wurde promoviert. Zum 1. Dezember 1931 trat er der NSDAP bei (Mitgliedsnummer 850.246). Zunächst war er als Staatsanwalt und ab Januar 1939 als Landgerichtsrat am Landgericht Nürnberg-Fürth tätig. Ab 1941 war er dort Landgerichtsdirektor. Im Gau Franken wurde er im Juli 1940 Führer des Nationalsozialistischen Rechtswahrerbundes. Ab Anfang Mai 1943 war er Vorsitzender des Sondergerichts Nürnberg und löste in dieser Position Oswald Rothaug ab.  Im Februar 1945 wurde er zur Wehrmacht eingezogen, in der er bis zu Kriegsende blieb. Vom 4. April bis zum 14. April 1945 leitete er noch zwischenzeitlich ein ziviles Standgericht.
Oeschey, den Kollegen als „blutrünstigen Richter“ charakterisierten, fällte überdurchschnittlich viele Todesurteile. Während der Prozesse soll er die Angeklagten ordinär beschimpft und aus nichtigem Anlass schwerste Strafen, insbesondere gegen Polen, verhängt haben.
Im Nürnberger Juristenprozess wurde Oeschey am 14. Dezember 1947 zu lebenslanger Haft verurteilt. Seine Haftentlassung aus dem Kriegsverbrechergefängnis Landsberg erfolgte am 28. Mai 1955. Über seinen weiteren Lebensweg ist nichts bekannt.